# Micaria koingnaas
Micaria koingnaas (лат.) — вид пауков рода Micaria из семейства гнафозиды (Gnaphosidae).

## Этимология
Название этого вида происходит от типового местонахождения (Koingnaas).

## Описание
Мелкие наземные пауки, длина тела около 2,5 мм. Самцов этого вида можно отличить от других афротропических видов рода Micaria по длинной голени пальп (такой же длинной, как и тарзус) и очень резкому изгибу срединного апофиза. Карапакс темно-коричневый до черного; бедра затемнены; стернум, хелицеры, эндиты и лабиум сходны по цвету с карапаксом. Ноги I—IV с двумя рядами скопульных волосков на метатарсисах и четырьмя рядами на лапках. Брюшко цилиндрической формы; украшено сквамозными волосками; дорсальный рисунок не виден; вентер сходен по цвету с дорсумом. Самка неизвестна.

## Таксономия
Вид впервые описали в 2021 году южноафриканские арахнологи Руан Боойсен и Чарльз Хаддад (Department of Zoology and Entomology, University of the Free State, Блумфонтейн, ЮАР) по типовым материалам из Африки.

## Распространение
Африка: Koingnaas, Северо-Капская провинция (ЮАР).